# Deletionpedia
Deletionpedia是一个收录英语维基百科已删条目的线上存档Wiki。每个条目都含有关于其删除的信息，例如它是不是被快速删除、该条目的存废讨论页面，以及删除该条目的使用者。原版的Deletionpedia从2008年2月到8月运营。2013年12月，网站更换管理员，重新推出。
该网站使用MediaWiki引擎。它类似于一个“维基坟墓”；它自动收集英语维基百科的已删条目。
除了维基百科原有的分类之外，Deletionpedia也根据删除准则为条目加入自己的分类。页面按删除月份、删除前编辑它的使用者的总数，以及在维基百科存在的时长排序。
Deletionpedia声明，自己不会收录侵犯版权的页面、有严重诽谤问题的页面、完整页面历史仍在维基百科姐妹网站里的页面，以及冒犯他人的页面。
Deletionpedia保留的页面由于各种原因从维基百科中删除，从“不够知名”到“操纵政治和商务利益”。该网站不接受捐款。它的“捐助”页面曾经建议支持者向mySociety或维基媒体基金会捐款。

## 第1版

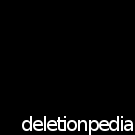
原版Deletionpedia的标志。

原版Deletionpedia收录了大约63,000个在2008年2月到9月间被删除的条目，其中有近2000个页面在被删除前存活逾1000天。

### 下线
Deletionpedia对维基百科的最后一个可访问记录在2012年6月14日创建，条目是“Anime Festival Wichita”。
原版内容仍可以在网上访问。2011年，杰森·斯科特的Archive Team用WikiTeam工具保存该网站的备份，并将其上载到互联网档案馆。

### 反响
《华尔街日报》在讨论维基百科删除主义者和保留主义者之间的文化冲突时引用了这个网站。《The Industry Standard》说“社会学学生在研究团体迷思对由社群建立的知识大库的作用时，他们会觉得这是一个优良的研究计划”。不久后，《The Industry Standard》将注意力转向了Deletionpedia，说在维基百科中，Deletionpedia正在进行页面存废，说明该条目之所以被提删，不是因为“网站不知名”，而是因为“它在含蓄批评维基百科”。Deletionpedia也在发行量最大的荷兰语早间日报《电讯报》 ，以及英国科技报纸网站The Inquirer露面。
Ars Technica在一篇文章中进一步探索这个网站，不仅描述网站的特性，而且还提及关于Deletionpedia在维基百科的页面存废讨论的争议。

## 统计及第2版
该网站由Kasper Souren重新注册，于2013年12月重新开始运营。截至2022年2月，它收集了91,250内容页面，共有117,902页面，以及239,847次编辑。它也有4,020个注册用户。

## 类似计划
其他语言的维基百科也有类似的计划，如德语的PlusPedia、波兰语的PrePedia，以及荷兰语的Wikisage。